# باشگاه فوتبال باشلی
باشگاه فوتبال باشلی (به انگلیسی: Bashley Football Club) یک باشگاه فوتبال در شهر باشلی، همپشایر، کشور انگلستان است که در سال ۱۹۴۷ میلادی تأسیس شده‌است.در حال حاضر عضو لیگ برتر وسیکس میباشد.